# 熊本県の灯台一覧
熊本県の灯台一覧（くまもとけんのとうだいいちらん）は、熊本県にある灯台及び、照射灯、灯標などの光波標識をまとめた一覧である。

## 灯台
- 雨竜埼灯台 熊本県上天草市（雨竜埼）
- 横島灯台 熊本県天草市（横島）
- 沖島灯台 熊本県芦北郡津奈木町（沖島）
- 下大戸ノ鼻灯台 熊本県上天草市（下大戸ノ鼻）
- 河内灯台 熊本県熊本市（長崎鼻）
- 梶木埼灯台 熊本県天草市（梶木埼）
- 牛深港灯台 熊本県天草市（ポラ山頂）
- 牛深大島灯台 熊本県天草市（大島）
- 牛深茂串灯台 熊本県天草市（茂串）
- 九州電力苓北発電所専用港汎用岸壁灯台 熊本県天草郡苓北町（九州電力苓北発電所専用港汎用岸壁外端）
- 元ノ尻灯台 熊本県天草市（元ノ尻）
- 戸馳島灯台 熊本県宇城市（戸馳島片島鼻）
- 戸島灯台 熊本県天草市（戸島）
- 高浜灯台 熊本県天草市（高浜）
- 三角港荷島灯台 熊本県宇城市（荷島南端）
- 三角灯台 熊本県上天草市（大矢野島北端）
- 三池港灯台 熊本県荒尾市（虚空蔵山）
- 四季咲岬灯台 熊本県天草郡苓北町（四季咲岬）
- 寺島灯台 熊本県三角港（寺島北東端）
- 住吉灯台 熊本県宇土市（住吉）
- 上的島灯台 熊本県天草市（上的島）
- 水俣港小路島灯台 熊本県水俣市（小路島笠瀬埼）
- 大江港灯台 熊本県天草市（大江）
- 天草崎津港灯台 熊本県天草市（天草崎津港南防波堤灯台の南方約600メートル）
- 唐網代鼻灯台 熊本県上天草市（唐網代鼻）
- 湯島灯台 熊本県上天草市（湯島）
- 二江港通詞島灯台 熊本県天草市（通詞島）
- 肥後沖島灯台 熊本県芦北郡津奈木町（肥後沖島）
- 肥後兜島灯台 熊本県上天草市（兜島）
- 肥後和田埼灯台 熊本県上天草市（和田埼）
- 樋ノ島灯台 熊本県上天草市（樋ノ島西端）
- 百貫港灯台 熊本県熊本市（盗人島）
- 恋路島灯台 熊本県水俣市（恋路島）

## 防波堤灯台
- 阿村港西防波堤灯台 熊本県上天草市（阿村港西防波堤外端）
- 永目港南防波堤灯台 熊本県上天草市（永目港南防波堤外端）
- 下桶川港4号防波堤灯台 熊本県上天草市（下桶川港4号防波堤南端）
- 河内港船津離岸堤南灯台 熊本県熊本市（河内港船津離岸堤南端）
- 河内港北防波堤灯台 熊本県熊本市（河内港北防波堤外端）
- 貝場港1号防波堤灯台 熊本県上天草市（貝場港1号防波堤外端）
- 丸島港北防波堤灯台 熊本県水俣市（丸島港北防波堤外端）
- 鬼池港防波堤A東灯台 熊本県鬼池港（防波堤A東端）
- 宮田港西ノ原南防波堤灯台 熊本県天草市（宮田港西ノ原南防波堤外端）
- 宮田港浜田3号防波堤灯台 熊本県天草市（宮田港浜田3号防波堤外端）
- 牛深漁港須口南防波堤灯台 熊本県天草市（牛深漁港須口南防波堤外端）
- 牛深港一文字防波堤灯台 熊本県牛深港（一文字防波堤北東端）
- 牛深港宮崎突堤灯台 熊本県天草市（牛深港宮崎突堤外端）
- 牛深港黒島防波堤灯台 熊本県牛深港（黒島防波堤外端）
- 牛深港崎町防波堤灯台 熊本県牛深港（牛深港崎町防波堤外端）
- 牛深港春這防波堤灯台 熊本県天草市（牛深港春這防波堤外端）
- 牛深港台場沖防波堤灯台 熊本県牛深港（台場沖防波堤南端）
- 牛深港大池田防波堤灯台 熊本県牛深港（大池田防波堤外端）
- 牛深港鶴崎2号防波堤南灯台 熊本県天草市（牛深港鶴崎2号防波堤南端）
- 牛深港白瀬2号防波堤北灯台 熊本県牛深港（白瀬2号防波堤北東端）
- 牛深港明石防波堤灯台 熊本県天草市（牛深港明石防波堤外端）
- 牛深白瀬2号防波堤北灯台 熊本県牛深港（白瀬2号防波堤北東端）
- 魚貫港城下防波堤灯台 熊本県天草市（魚貫港城下防波堤外端）
- 九州電力苓北発電所専用港西防波堤灯台 熊本県天草郡苓北町（九州電力苓北発電所専用港西防波堤外端）
- 御所浦港本郷北防波堤灯台 熊本県天草市（御所浦港本郷北防波堤外端）
- 御所浦港嵐口4号防波堤灯台 熊本県天草市（御所浦港嵐口4号防波堤外端）
- 御領港1号防波堤灯台 熊本県天草市（御領港1号防波堤外端）
- 江樋戸港防波堤灯台 熊本県上天草市（江樋戸港防波堤外端）
- 合串港平国2号防波堤灯台 熊本県芦北郡津名木町（合串港平国2号防波堤外端）
- 合串港防波堤灯台 熊本県芦北郡津奈木町（合串港防波堤外端）
- 佐伊津港3号防波堤灯台 熊本県天草市（佐伊津港3号防波堤外端）
- 佐敷港計石西防波堤灯台 熊本県佐敷港（計石西防波堤外端）
- 砂月港出の串防波堤灯台 熊本県天草市（砂月港出の串防波堤外端）
- 山ノ浦港4号防波堤灯台 熊本県天草市（山ノ浦港4号防波堤外端）
- 小屋河内港小島防波堤灯台 熊本県上天草市（小屋河内港小島防波堤外端）
- 上津浦港北防波堤灯台 熊本県天草市（上津浦港北防波堤外端）
- 上平港防波堤灯台 熊本県天草市（上平港防波堤外端）
- 深海港1号防波堤灯台 熊本県天草市（深海港1号防波堤外端）
- 深海港1号防波堤灯台 熊本県天草市（深海港1号防波堤外端）
- 深海港7号防波堤灯台 熊本県天草市（深海港7号防波堤外端）
- 栖本港1号防波堤灯台 熊本県天草市（洲本港1号防波堤外端）
- 栖本港柳田防波堤灯台 熊本県天草市（栖本港柳田防波堤外端）
- 赤瀬港沖防波堤北灯台 熊本県宇土市（赤瀬港沖防波堤北端）
- 船津港1号防波堤灯台 熊本県天草市（船津港1号防波堤外端）
- 大浦港防波堤灯台 熊本県天草市（大浦港防波堤外端）
- 大江港一文字防波堤東灯台 熊本県天草市（大江港一文字防波堤東端）
- 大江港一文字防波堤灯台 熊本県天草市（大江港一文字防波堤東端）
- 大江港西防波堤灯台 熊本県天草市（大江港西防波堤外端）
- 大正開港1号防波堤灯台 熊本県玉名市（大正開港1号防波堤外端）
- 大多尾港3号防波堤灯台 熊本県天草市（大多尾港3号防波堤外端）
- 大道港3号防波堤南灯台 熊本県上天草市（大道港3号防波堤南端）
- 大道港中園防波堤灯台 熊本県上天草市（大道港中園防波堤外端）
- 大道港東防波堤灯台 熊本県上天草市（大道港東防波堤外端）
- 棚底港曙防波堤灯台 熊本県天草市（棚底港曙防波堤外端）
- 中田港防波堤灯台 熊本県天草市（中田港防波堤外端）
- 長洲港北防波堤灯台 熊本県長洲港（北防波堤外端）
- 天草崎津港南防波堤灯台 熊本県天草市（崎津港南防波堤外端）
- 島子港1号防波堤灯台 熊本県天草市（島子港1号防波堤外端）
- 湯島港8号防波堤灯台 熊本県上天草市（湯島港8号防波堤北端）
- 二江港2号防波堤灯台 熊本県天草市（二江港2号防波堤外端）
- 八代港防波堤灯台 熊本県八代港（防波堤外端）
- 八代港北防砂堤灯台 熊本県八代港（北防砂堤外端）
- 鳩之釜港3号防波堤南灯台 熊本県上天草市（鳩之釜港3号防波堤南西端）
- 肥後塩屋港南防波堤灯台 熊本県熊本市（塩屋港南防波堤外端）
- 肥後下田港防波堤灯台 熊本県天草市（下田港防波堤外端）
- 肥後高浜港高浜東防波堤灯台 熊本県天草市（高浜港高浜東防波堤外端）
- 肥後赤崎港防波堤灯台 熊本県天草市（赤崎港中央東防波堤外端）
- 肥後赤崎港防波堤灯台 熊本県天草市（赤崎港中央東防波堤外端）
- 肥後大泊港防波堤灯台 熊本県葦北郡津奈木町（大泊港防波堤外端）
- 樋島港東風留防波堤灯台 熊本県上天草市（樋島港東風留防波堤外端）
- 樋島港防波堤灯台 熊本県上天草市（樋島港防波堤外端）
- 姫戸港南防波堤灯台 熊本県姫戸港（南防波堤外端）
- 姫戸港防波堤灯台 熊本県姫戸港（南防波堤外端）
- 富岡漁港南防波堤灯台 熊本県天草郡苓北町（富岡漁港南防波堤外端）
- 福浜港防波堤南灯台 熊本県芦北郡津奈木町（福浜防波堤外端）
- 本郷港北防波堤灯台 熊本県天草市（本郷港北防波堤北西端）
- 本渡港防砂堤灯台 熊本県本渡港（防砂堤外端）
- 牟田港2号防波堤北灯台 熊本県上天草市（牟田港2号防波堤北東端）
- 網田港東導流堤灯台 熊本県宇土市（網田港東導流堤外端）
- 柳港防波堤灯台 熊本県上天草市（柳港防波堤外端）
- 与一ケ浦港防波堤灯台 熊本県天草市（与一ケ浦港防波堤外端）
- 嵐口港4号防波堤灯台 熊本県天草市（嵐口港4号防波堤外端）

## 照射灯
- 下大戸ノ鼻宗兵瀬照射灯 熊本県上天草市（下大戸ノ鼻）
- 松ヶ鼻麦瀬照射灯 熊本県上天草市（松ヶ鼻）
- 大江港島原瀬照射灯 熊本県天草市（大江港灯台）

## 灯標
- キツキ瀬灯標 戸島灯台（熊本県天草市（戸島））の北西方約1.7キロメートル
- 九州電力苓北発電所専用港灯標 富岡漁港南防波堤灯台（熊本県天草郡苓北町）の南方約2.1キロメートル
- 九州電力苓北発電所専用港放水口灯標 富岡漁港南防波堤灯台（熊本県天草郡苓北町）の南方約2.4キロメートル
- 五色島灯標 五色島（熊本県天草市）北東端の北東方約130メートル
- 五通礁灯標 二江港通詞島灯台（熊本県天草市）の北北西方約2.7キロメートル
- 御船灯標 八代港防波堤灯台（熊本県八代市）北方約11キロメートル
- 合津港長瀬灯標 熊本県合津港（前島東端長瀬）
- 薩摩瀬灯標 下大戸ノ鼻灯台（熊本県上天草市）の北方約1.9キロメートル
- 四季咲岬南東方海上観測灯標 四季咲岬灯台（熊本県天草郡苓北町）の南南東方約6.3キロメー・トル
- 七通瀬灯標 二江港通詞島灯台（熊本県天草市）の西南西方約1.7キロメートル
- 小亀岩灯標 二江港通詞島灯台（熊本県天草市）の北西方約1.7キロメートル
- 上血塚島大瀬灯標 上血塚島（熊本県天草市）西端の北西方約450メートル
- 長瀬灯標 二本木鼻（熊本県天草市）の北西方約450メートル
- 天草平瀬灯標 牛深大島灯台（熊本県天草市）の南西方約1.7キロメートル
- 本渡港灯標 熊本県本渡港内（本渡港防砂堤灯台の南西方約600メートル）
- 本渡瀬戸灯標 五色島灯標（熊本県天草市）の北北東方約900メートル
- 牟田港牛瀬灯標 牟田港南防波堤灯台（熊本県上天草市）の北東方約400メートル

## 灯浮標
- オチヨド瀬灯浮標 オチヨド鼻（熊本県天草市）の東方約300メートル
- オチヨド鼻東方灯浮標 オチヨド鼻（熊本県天草市）の東方約300メートル
- メツ曽根灯浮標 富岡山三角点（熊本県天草郡苓北町）の東南東方約2.7キロメートル
- 芋瀬灯浮標 黒島（熊本県天草市）南西端の西南西方約1.0キロメートル
- 印瀬灯浮標 勝埼（熊本県天草市）の東北東方約1.6キロメートル
- 印度瀬南灯浮標 黒崎（熊本県天草市（下須島））の北東方約570メートル
- 鵜曽根灯浮標 合串港防波堤灯台（熊本県芦北郡津奈木町）の南西方約980メートル
- 沖ノ瀬鼻灯浮標 沖ノ瀬鼻（熊本県天草市）の南南西方約500メートル
- 角瀬灯浮標 立ノ鼻（熊本県天草市）の南南西方約2.0キロメート
- 菊池川口灯浮標 大正開港1号防波堤灯台（熊本県玉名市）の南南西方約3.3キロメートル
- 牛深鵜瀬灯浮標 黒島（熊本県天草市）南西端の南方約350メートル
- 牛深平瀬灯浮標 黒島（熊本県天草市）南西端の南西方約1.9キロメートル
- 鏡川口灯浮標 御船灯標（熊本県宇城市）の東南東方約4.3キロメートル
- 熊本県漁連菊池川口南西沖第1号灯浮標 大正開港1号防波堤灯台（熊本県玉名市）の南西方約7.5キロメートル
- 熊本県漁連菊池川口南西沖第2号灯浮標 大正開港1号防波堤灯台（熊本県玉名市）の南西方約7.6キロメートル
- 熊本県漁連熊本港北西沖第1号灯浮標 河内灯台（熊本県熊本市）の西南西方約9.6キロメートル
- 熊本県漁連熊本港北西沖第2号灯浮標 住吉灯台（熊本県宇土市）の北西方約14キロメートル
- 熊本県漁連熊本港北西沖灯浮標 住吉灯台（熊本県宇土市）の北西方約14キロメートル
- 熊本県漁連赤瀬港北西沖灯浮標 三角灯台（熊本県上天草市）北東方約6.6キロメートル
- 熊本県漁連長洲港南沖灯浮標 長洲港北防波堤灯台（熊本県玉名郡長洲町）の南方約6.4キロメートル
- 熊本県漁連緑川口西沖第1号灯浮標 赤瀬港沖防波堤北灯台（熊本県宇土市）の北北西方約7.7キロメートル
- 熊本県漁連緑川口西沖第2号灯浮標 赤瀬港沖防波堤北灯台（熊本県宇土市）の北北西方約7.0キロメートル
- 熊本県熊本沖第1号灯浮標 住吉灯台（熊本県宇土市）の西北西方約12キロメートル
- 熊本県熊本沖第2号灯浮標 住吉灯台（熊本県宇土市）の西北西方約12キロメートル
- 熊本港沖第1号灯浮標 住吉灯台（熊本県宇土市）の西北西方約12キロメートル
- 熊本港沖第2号灯浮標 住吉灯台（熊本県宇土市）の西北西方約12キロメートル
- 熊本港第1号灯浮標 熊本県熊本港内（住吉灯台の北西方約7.5キロメートル）
- 熊本港第2号灯浮標 住吉灯台（熊本県宇土市）の北西方約7.7キロメートル
- 高杢島北東方灯浮標 高杢島（熊本県上天草市）東端の北北東方約500メートル
- 三角港エマチノ瀬灯浮標 熊本県三角港内（寺島灯台の北西方約620メートル）
- 三角港綱取瀬西灯浮標 熊本県三角港内（戸馳島灯台の西北西方約420メートル）
- 三角港白瀬西灯浮標 熊本県三角港内（寺島灯台の西北西方約1.1キロメートル）
- 三角港網取瀬西灯浮標 熊本県三角港（戸馳島灯台の西北西方約420メートル）
- 助八瀬灯浮標 下大戸ノ鼻灯台（熊本県上天草市）の北西方約2.4キロメートル
- 小瀬灯浮標 大浦港防波堤灯台（熊本県天草市）の北西方約1.7キロメートル
- 水俣港口第1号灯浮標 針ノ目埼（熊本県水俣市（小路島））の西南西方約740メートル
- 水俣港口第2号灯浮標 針ノ目埼（熊本県水俣市（小路島））の南西方約810メートル
- 水俣港七ッ瀬北方灯浮標 熊本県水俣港内（塔ノ埼の北北西方約930メートル）
- 水俣港第1号灯浮標 熊本県水俣港内（水俣港小路島灯台の南南東方約510メートル）
- 水俣港第2号灯浮標 熊本県水俣港内（水俣港小路島灯台の南南東方約770メートル）
- 大鞘川口灯浮標 八代港防波堤灯台（熊本県八代市）の北北東方約6.4キロメートル
- 大船瀬南灯浮標 瀬埼（熊本県天草市）の南南西方約440メートル
- 大蛸川口灯浮標 八代港防波堤灯台（熊本県八代市）の北北東方約6.4キロメートル
- 田浦七ツ瀬南西方灯浮標 只埼（熊本県葦北郡芦北町）の西南西方約850メートル
- 東チオミ瀬灯浮標 柳港防波堤灯台（熊本県上天草市）の南南西方約400メートル
- 八ッ星瀬灯浮標 御船灯標（熊本県宇城市）の南西方約3.5キロメートル
- 八代港三ツ島南灯浮標 熊本県八代港内（八代港防波堤灯台の西南西方約900メートル）
- 八代港小築島灯浮標 熊本県八代港内（八代港防波堤灯台の南西方約4.0キロメートル）
- 八代港大牛瀬灯浮標 熊本県八代港内（大牛瀬の南西方約80メートル）
- 八代港大築島灯浮標 熊本県八代港内（八代港防波堤灯台の南西方約4.6キロメートル）
- 八代港第1号灯浮標 熊本県八代港内（八代港防波堤灯台の東方約640メートル）
- 八代港第2号灯浮標 熊本県八代港内（八代港防波堤灯台の東方約570メートル）
- 八代港第6号灯浮標 熊本県八代港内（加賀島三角点の東方約1.0キロメートル）
- 八代港南第1号灯浮標 熊本県八代港内（八代港防波堤灯台の南南西方約9.2キロメートル）
- 八代港南第2号灯浮標 熊本県八代港内（八代港防波堤灯台の南南西方約9.2キロメートル）
- 肥後延瀬西灯浮標 二江港通詞島灯台（熊本県天草市）の西南西方約1.9キロメートル
- 百貫灯浮標 百貫港灯台（熊本県熊本市）の西方約2.2キロメートル
- 峰ノ洲灯浮標三池港灯台（熊本県荒尾市）の南西方約7.6キロメートル
- 満越ノ瀬戸灯浮標高杢島（熊本県上天草市）頂の東北東方約290メートル
- 緑川口灯浮標住吉灯台（熊本県宇土市）の北方約1.4キロメートル
- 緑川口北方灯浮標住吉灯台（熊本県宇土市）の北北西方約5.5キロメートル
- 六平瀬北東方灯浮標堂島（熊本県上天草市）西端の北西方約310メートル

## 浮標灯
- 四季咲岬南東方海上観測浮標灯 四季咲岬灯台（熊本県天草郡苓北町）の南南東方約4.6キロメートル

## 橋梁灯
- 牛深ハイヤ大橋橋梁灯（C2灯） 牛深港台場防波堤灯台（熊本県天草市）の南南西方約360メートル
- 牛深ハイヤ大橋橋梁灯（L2灯） 牛深ハイヤ大橋橋梁灯（C2灯）の北北東方約70メートル
- 牛深ハイヤ大橋橋梁灯（R2灯） 牛深ハイヤ大橋橋梁灯（C2灯）の南南西方約60メートル
- 中瀬戸橋橋梁灯（C1灯） 本郷港1号防波堤灯台（熊本県天草市）の北東方約900メートル
- 中瀬戸橋橋梁灯（C2灯） 本郷港北防波堤灯台（熊本県天草市）の北東方約900メートル
- 中瀬戸橋橋梁灯（L1灯） 中瀬戸橋橋梁灯（C1灯）の西北西方約31メートル
- 中瀬戸橋橋梁灯（L2灯） 中瀬戸橋橋梁灯（C2灯）の西北西方約31メートル
- 中瀬戸橋橋梁灯（R1灯） 中瀬戸橋橋梁灯（C1灯）の東南東方約29メートル
- 中瀬戸橋橋梁灯（R2灯） 中瀬戸橋橋梁灯（C2灯）の東南東方約29メートル
- 天草松島橋橋梁灯（C1灯） 熊本県合津港内（合津港長瀬灯標の西方約910メートル）
- 天草松島橋橋梁灯（L1灯） 天草松島橋橋梁灯（C1灯）の北東方約15メートル
- 天草松島橋橋梁灯（R1灯） 天草松島橋橋梁灯（C1灯）の南西方約15メートル
- 天草瀬戸大橋橋梁灯（C2灯） 熊本県本渡港内（本渡港灯標の南方約910メートル）
- 天草瀬戸大橋橋梁灯（L2灯） 天草瀬戸大橋橋梁灯（C2灯）の西方約25メートル
- 天草瀬戸大橋橋梁灯（R2灯） 天草瀬戸大橋橋梁灯（C2灯）の東方約25メートル
- 天草前島橋橋梁灯（C1灯） 合津港長瀬灯標（熊本県上天草市）の北西方約920メートル
- 天草前島橋橋梁灯（L1灯） 天草前島橋橋梁灯（C1灯）の北方約15メートル
- 天草前島橋橋梁灯（R1灯） 天草前島橋橋梁灯（C1灯）の南方約15メートル
- 天草大矢野橋橋梁灯（C1灯） 柳港防波堤灯台（熊本県上天草市）の西方約1.8キロメートル
- 天草大矢野橋橋梁灯（L1灯） 天草大矢野橋橋梁灯（C1灯）の北方約15メートル
- 天草大矢野橋橋梁灯（R1灯） 天草大矢野橋橋梁灯（C1灯）の南方約15メートル
- 天草中の橋橋梁灯（C1灯） 合津港長瀬灯標（熊本県上天草市）の北北西方約1.7キロメートル
- 天草中の橋橋梁灯（L1灯） 天草中の橋橋梁灯（C1灯）の北方約20メートル
- 天草中の橋橋梁灯（R1灯） 天草中の橋橋梁灯（C1灯）の南方約20メートル
- 天草天門橋橋梁灯（C1灯） 熊本県三角港内（三角港荷島灯台の北北東方約340メートル）
- 天草天門橋橋梁灯（L1灯） 天草天門橋橋梁灯（C1灯）の東南東方約100メートル
- 天草天門橋橋梁灯（R1灯） 天草天門橋橋梁灯（C1灯）の西北西方約100メートル
- 本渡瀬戸昇開橋橋梁灯（C1灯） 熊本県本渡港内（本渡瀬戸灯標の南方約1.2キロメートル）
- 本渡瀬戸昇開橋橋梁灯（C2灯） 熊本県本渡港内（本渡瀬戸灯標の南方約1.2キロメートル）
- 本渡瀬戸昇開橋橋梁灯（L1灯） 本渡瀬戸昇開橋橋梁灯（C1灯）の西方約24メートル
- 本渡瀬戸昇開橋橋梁灯（L2灯） 本渡瀬戸昇開橋橋梁灯（C2灯）の西方約24メートル
- 本渡瀬戸昇開橋橋梁灯（R1灯） 本渡瀬戸昇開橋橋梁灯（C1灯）の東方約24メートル
- 本渡瀬戸昇開橋橋梁灯（R2灯） 本渡瀬戸昇開橋橋梁灯（C2灯）の東方約24メートル

## その他
- 天草横島南東方沖合養殖塔灯 大多尾港3号防波堤灯台（熊本県天草市）の東方約3.2キロメートル
- 九州電力苓北発電所専用港南防波堤指向灯 熊本県天草郡苓北町（九州電力発電所専用港南防波堤上）